# Paris-Nice 2018
Le Paris-Nice 2018 est la 76e édition de cette course cycliste sur route masculine. Il a lieu du 4 au 11 mars 2018 en France. C'est la sixième épreuve de l'UCI World Tour 2018. La course est remportée par le coureur espagnol Marc Soler, membre de l'équipe Movistar. Celui-ci devance au classement général le Britannique Simon Yates (Mitchelton-Scott) et l'Espagnol Gorka Izagirre (Bahrain-Merida).

## Présentation

### Parcours
La course au soleil démarre, comme c'est le cas depuis 2010, des Yvelines, avec une étape courte et favorable aux puncheurs, entre Chatou et Meudon. S'ensuivent deux étapes de plaine, sur des routes souvent exposées au vent. À mi-course, les favoris s'affronteront lors d'un contre-la-montre individuel, vallonné (avec notamment une montée de 1 km à 7 %) et long de 18,4 km. Après une étape de transition, un long week-end montagneux dans l'arrière-pays niçois est programmé. On retrouvera tout d'abord une étape difficile, avec notamment cinq ascensions de 2e catégorie, puis dans les 10 derniers kilomètres un enchaînement de deux côtes (un mur de 1re catégorie et la montée finale vers Vence). Le lendemain, les grimpeurs s'expliqueront sur les pentes de la longue et régulière ascension finale vers Valdeblore La Colmiane. L'épreuve se conclut par la traditionnelle boucle autour de Nice, avec un final un peu différent des années précédentes (le col d'Èze gravi par un versant plus court et le col des Quatre Chemins comme dernière montée, avant la plongée vers Nice),.

### Équipes
En tant qu'épreuve World Tour, les dix-huit WorldTeams participent à la course. Quatre équipes continentales professionnelles françaises sont invitées : Cofidis, Fortuneo-Samsic, Direct Énergie et Delko Marseille Provence KTM. La nouvelle équipe Vital Concept est donc écartée de cette sélection :
| WorldTeams (18)- AG2R La Mondiale - Astana - Bahrain-Merida - BMC Racing Team - Bora-Hansgrohe - Dimension Data - EF Education First-Drapac p/b Cannondale - Groupama-FDJ - Katusha-Alpecin - Mitchelton-Scott - Lotto Soudal - Lotto NL-Jumbo - Movistar Team - Quick-Step Floors - Sky - Team Sunweb - Trek-Segafredo - UAE Team Emirates Équipes continentales professionnelles (4)- Cofidis, Solutions Crédits - Delko-Marseille Provence-KTM - Direct Énergie - Fortuneo-Samsic |
| |

### Favoris
Lauréate à cinq reprises depuis 2012, l'équipe Sky aligne deux leaders, le tenant du titre Sergio Henao et Wout Poels, qui font figure de favoris. Leurs principaux rivaux annoncés sont Daniel Martin (UAE Emirates), troisième en 2017, Julian Alaphilippe (QuickStep-Floors), Warren Barguil (Fortuneo-Samsic), Esteban Chaves (Mitchelton-Scott), Jakob Fuglsang (Astana), Robert Gesink (LottoNL-Jumbo), Ion et Gorka Izagirre (Bahrain-Merida), Bauke Mollema (Trek-Segafredo), Sam Oomen (Sunweb), Marc Soler (Movistar), Tejay van Garderen (BMC), Tim Wellens (Lotto Soudal) et Ilnur Zakarin (Katusha-Alpecin).
Les principaux sprinteurs présents sont Phil Bauhaus (Sunweb), Sam Bennett (Bora-Hansgrohe), Nacer Bouhanni (Cofidis), John Degenkolb (Trek-Segafredo), Arnaud Démare (FDJ), Daniel McLay (EF Education First-Drapac), André Greipel (Lotto-Soudal), Dylan Groenewegen (LottoNL-Jumbo), Alexander Kristoff (UAE Emirates) et Elia Viviani (Quick Step-Floors).

## Étapes
| Étape     | Date    | Villes étapes                 | type                        | Distance (km) | Vainqueur d'étape | Leader du classement général |
| --------- | ------- | ----------------------------- | --------------------------- | ------------- | ----------------- | ---------------------------- |
| 1re étape | 4 mars  | Chatou – Meudon               | étape vallonnée             | 135           | Arnaud Démare     | Arnaud Démare                |
| 2e étape  | 5 mars  | Orsonville – Vierzon          | étape de plaine             | 187,5         | Dylan Groenewegen | Arnaud Démare                |
| 3e étape  | 6 mars  | Bourges – Châtel-Guyon        | étape vallonnée             | 210           | Jonathan Hivert   | Luis León Sánchez            |
| 4e étape  | 7 mars  | La Fouillouse – Saint-Étienne | contre-la-montre individuel | 18,4          | Wout Poels        | Luis León Sánchez            |
| 5e étape  | 8 mars  | Salon-de-Provence – Sisteron  | étape de moyenne montagne   | 165           | Jérôme Cousin     | Luis León Sánchez            |
| 6e étape  | 9 mars  | Sisteron – Vence              | étape de moyenne montagne   | 198           | Rudy Molard       | Luis León Sánchez            |
| 7e étape  | 10 mars | Nice – Valdeblore             | étape de montagne           | 175           | Simon Yates       | Simon Yates                  |
| 8e étape  | 11 mars | Nice – Nice                   | étape de moyenne montagne   | 110           | David de la Cruz  | Marc Soler                   |

## Déroulement de la course

### 1reétape
La course au soleil débute par une étape légèrement vallonnée. Le parcours est jallonné par notamment deux sprints intermédiaires (km 33 et km 93) et trois côtes de 3e catégories. Les montées répertoriées sont la côte des 17 tournants (1,3 km à 6 %), dont le sommet est au km 79, la côte de Méridon (1,4 km à 5,2 %), dont le sommet est situé au km 85.5, et la côte de Meudon (1,9 km à 5,4 %), dont les 700 derniers mètres sont pavés et en haut de laquelle sera jugée l'arrivée, après 134,5 km de course depuis Chatou, à travers les Yvelines, l'Essonne et les Hauts-de-Seine.
Jürgen Roelandts passe en tête du premier sprint, joué aux Mesnuls, devant Pierre Rolland et Pierre-Luc Périchon. Ce dernier prend la tête lors de la première côte cette édition, la côte des Dix-sept tournants, devant Pierre Rolland et Jürgen Roelandts. Les coureurs passent ensuite la côte de Méridon, les trois premiers dans le même ordre, peu avant le second sprint de l'étape, à Châteaufort. En raison d'une chute, à 35 km de l'arrivée, Tejay van Garderen est contraint à l'abandon. Attaque d'Alexis Vuillermoz au pied de la côte finale.
| Classement | Classement         | Classement | Classement        | Classement        |
|            | Coureur            | Pays       | Équipe            | Temps             |
| ---------- | ------------------ | ---------- | ----------------- | ----------------- |
| 1er        | Arnaud Démare      | France     | Groupama-FDJ      | en 3 h 7 min 39 s |
| 2e         | Gorka Izagirre     | Espagne    | Bahrain-Merida    | + 0 s             |
| 3e         | Christophe Laporte | France     | Cofidis           | + 0 s             |
| 4e         | Tim Wellens        | Belgique   | Lotto-Soudal      | + 0 s             |
| 5e         | Mike Teunissen     | Pays-Bas   | Sunweb            | + 0 s             |
| 6e         | Julian Alaphilippe | France     | Quick-Step Floors | + 0 s             |
| 7e         | Patrick Konrad     | Autriche   | Bora-Hansgrohe    | + 2 s             |
| 8e         | Dylan Teuns        | Belgique   | BMC Racing        | + 2 s             |
| 9e         | Matteo Trentin     | Italie     | Mitchelton-Scott  | + 2 s             |
| 10e        | Ion Izagirre       | Espagne    | Bahrain-Merida    | + 2 s             |
| modifier   |                    |            |                   |                   |

| \| Classement général \| Classement général \| Classement général \| Classement général \| Classement général \| \| Coureur \| Coureur \| Pays \| Équipe \| Temps \| \| ------------------ \| ------------------ \| ------------------ \| -------------------------- \| ------------------ \| \| 1er \| Arnaud Démare \| France \| Groupama-FDJ \| 3 h 07 min 29 s \| \| 2e \| Gorka Izagirre \| Espagne \| Bahrain-Merida \| + 4 s \| \| 3e \| Christophe Laporte \| France \| Cofidis, Solutions Crédits \| + 6 s \| \| 4e \| Tim Wellens \| Belgique \| Lotto-Soudal \| + 10 s \| \| 5e \| Mike Teunissen \| Pays-Bas \| Team Sunweb \| + 10 s \| \| 6e \| Julian Alaphilippe \| France \| Quick-Step Floors \| + 10 s \| \| 7e \| Patrick Konrad \| Autriche \| Bora-Hansgrohe \| + 12 s \| \| 8e \| Dylan Teuns \| Belgique \| BMC Racing Team \| + 12 s \| \| 9e \| Matteo Trentin \| Italie \| Mitchelton-Scott \| + 12 s \| \| 10e \| Ion Izagirre \| Espagne \| Bahrain-Merida \| + 12 s \| |                    |          |                            |                 |
| |                    |          |                            |                 |
| |                    |          |                            |                 |
| Classement général |                    |          |                            |                 |
| Coureur | Coureur            | Pays     | Équipe                     | Temps           |
| 1er | Arnaud Démare      | France   | Groupama-FDJ               | 3 h 07 min 29 s |
| 2e | Gorka Izagirre     | Espagne  | Bahrain-Merida             | + 4 s           |
| 3e | Christophe Laporte | France   | Cofidis, Solutions Crédits | + 6 s           |
| 4e | Tim Wellens        | Belgique | Lotto-Soudal               | + 10 s          |
| 5e | Mike Teunissen     | Pays-Bas | Team Sunweb                | + 10 s          |
| 6e | Julian Alaphilippe | France   | Quick-Step Floors          | + 10 s          |
| 7e | Patrick Konrad     | Autriche | Bora-Hansgrohe             | + 12 s          |
| 8e | Dylan Teuns        | Belgique | BMC Racing Team            | + 12 s          |
| 9e | Matteo Trentin     | Italie   | Mitchelton-Scott           | + 12 s          |
| 10e | Ion Izagirre       | Espagne  | Bahrain-Merida             | + 12 s          |

### 2eétape
Pas de côte pour cette seconde étape, le classement du maillot de la montagne ne subira donc pas de modification. Deux sprints intermédiaires sont proposés le long du parcours de 187,5 km : le premier à Patay, remporté par Arnaud Démare, devant Julian Alaphilippe et Christophe Laporte ; le second à Saint-Georges-sur-la-Prée, remporté par Tiago Machado, suivi de Manuele Boaro, et Julian Alaphilippe. Rui Costa, touché au genou lors d'une chute de la première étape, est contraint d'abandonner dans le trentième kilomètre.
| Classement | Classement         | Classement | Classement        | Classement         |
|            | Coureur            | Pays       | Équipe            | Temps              |
| ---------- | ------------------ | ---------- | ----------------- | ------------------ |
| 1er        | Dylan Groenewegen  | Pays-Bas   | Lotto NL-Jumbo    | en 4 h 51 min 31 s |
| 2e         | Elia Viviani       | Italie     | Quick-Step Floors | + 0 s              |
| 3e         | André Greipel      | Allemagne  | Lotto-Soudal      | + 0 s              |
| 4e         | Phil Bauhaus       | Allemagne  | Sunweb            | + 0 s              |
| 5e         | Arnaud Démare      | France     | Groupama-FDJ      | + 0 s              |
| 6e         | Mike Teunissen     | Pays-Bas   | Sunweb            | + 0 s              |
| 7e         | Alexander Kristoff | Norvège    | UAE Emirates      | + 0 s              |
| 8e         | Jempy Drucker      | Luxembourg | BMC Racing        | + 0 s              |
| 9e         | John Degenkolb     | Allemagne  | Trek-Segafredo    | + 0 s              |
| 10e        | Iván García        | Espagne    | Bahrain-Merida    | + 0 s              |
| modifier   |                    |            |                   |                    |

| \| Classement général \| Classement général \| Classement général \| Classement général \| Classement général \| \| Coureur \| Coureur \| Pays \| Équipe \| Temps \| \| ------------------ \| ------------------ \| ------------------ \| -------------------------- \| ------------------ \| \| 1er \| Arnaud Démare \| France \| Groupama-FDJ \| 7 h 58 min 57 s \| \| 2e \| Gorka Izagirre \| Espagne \| Bahrain-Merida \| + 7 s \| \| 3e \| Christophe Laporte \| France \| Cofidis, Solutions Crédits \| + 8 s \| \| 4e \| Julian Alaphilippe \| France \| Quick-Step Floors \| + 10 s \| \| 5e \| Mike Teunissen \| Pays-Bas \| Team Sunweb \| + 13 s \| \| 6e \| Tim Wellens \| Belgique \| Lotto-Soudal \| + 13 s \| \| 7e \| Tony Gallopin \| France \| AG2R La Mondiale \| + 15 s \| \| 8e \| Esteban Chaves \| Colombie \| Mitchelton-Scott \| + 15 s \| \| 9e \| Ion Izagirre \| Espagne \| Bahrain-Merida \| + 15 s \| \| 10e \| Heinrich Haussler \| Australie \| Bahrain-Merida \| + 15 s \| |                    |           |                            |                 |
| |                    |           |                            |                 |
| |                    |           |                            |                 |
| Classement général |                    |           |                            |                 |
| Coureur | Coureur            | Pays      | Équipe                     | Temps           |
| 1er | Arnaud Démare      | France    | Groupama-FDJ               | 7 h 58 min 57 s |
| 2e | Gorka Izagirre     | Espagne   | Bahrain-Merida             | + 7 s           |
| 3e | Christophe Laporte | France    | Cofidis, Solutions Crédits | + 8 s           |
| 4e | Julian Alaphilippe | France    | Quick-Step Floors          | + 10 s          |
| 5e | Mike Teunissen     | Pays-Bas  | Team Sunweb                | + 13 s          |
| 6e | Tim Wellens        | Belgique  | Lotto-Soudal               | + 13 s          |
| 7e | Tony Gallopin      | France    | AG2R La Mondiale           | + 15 s          |
| 8e | Esteban Chaves     | Colombie  | Mitchelton-Scott           | + 15 s          |
| 9e | Ion Izagirre       | Espagne   | Bahrain-Merida             | + 15 s          |
| 10e | Heinrich Haussler  | Australie | Bahrain-Merida             | + 15 s          |

### 3eétape
Après 50 kilomètres plats, la route est vallonnée, en passant notamment par le premier sprint intermédiaire (km 61). Les coureurs vont ensuite la côte de la Bosse (2,3 km à 5,1 %), classée en 3e catégorie et dont le sommet est placé au km 123, une longue descente et la côte des Boulards (4,8 km à 4,8 %), classée en 3e catégorie et dont le sommet est au km 143,5. Le parcours emprunte alors la descente et une brève montée, avant de descendre de nouveau et de passer par une quinzaine de kilomètres en faux-plats descendant. Le km 174,5 marque l'entrée sur le circuit final, 5 km plus loin est programmé un premier passage sur la ligne d'arrivée, précédée (comme dans le final) par une montée d'environ 1,5 km jusqu'à la flamme rouge. La route va ensuite grimper jusqu'au sprint intermédiaire (km 190,5), en passant notamment par la côte de Charbonnières (4,6 km à 4,7 %), classée en 3e catégorie et dont le sommet est situé au km 188. Le final est descendant, mis à part la bosse évoquée précédemment et le dernier kilomètre plat. L'arrivée est jugée à Châtel-Guyon, après 210 km de course depuis Bourges, à travers le Cher, l'Allier et le Puy-de-Dôme.
Le premier sprint de la journée est remporté par Jay Robert Thomson, devant Przemysław Kasperkiewicz et Fabien Grellier. Ce dernier, qui aura passé une grande partie de l'étape seul en tête, sera repris au km 174. Le second sprint intermédiaire du parcours est remporté par Jakob Fuglsang, devant Roman Kreuziger et Jonathan Hivert. Les deux premières côtes sont passées par le groupe des échappés, en tête, avec Fabien Grellier, suivi par Przemysław Kasperkiewicz, puis Jay Robert Thomson. Après un regroupement du peloton, puis une nouvelle échappée, Julian Alaphilippe passe en tête de la dernière côte de la journée, devant Tim Wellens et Jakob Fuglsang. Deux abandons à noter au cours de cette journée, ceux de Phil Bauhaus et Sam Bennett.
| Classement | Classement          | Classement | Classement                   | Classement         |
|            | Coureur             | Pays       | Équipe                       | Temps              |
| ---------- | ------------------- | ---------- | ---------------------------- | ------------------ |
| 1er        | Jonathan Hivert     | France     | Direct Énergie               | en 5 h 22 min 49 s |
| 2e         | Luis León Sánchez   | Espagne    | Astana                       | + 0 s              |
| 3e         | Rémy Di Grégorio    | France     | Delko-Marseille Provence-KTM | + 0 s              |
| 4e         | Arnaud Démare       | France     | Groupama-FDJ                 | + 38 s             |
| 5e         | Mike Teunissen      | Pays-Bas   | Sunweb                       | + 38 s             |
| 6e         | André Greipel       | Allemagne  | Lotto-Soudal                 | + 38 s             |
| 7e         | Magnus Cort Nielsen | Danemark   | Astana                       | + 38 s             |
| 8e         | Matteo Trentin      | Italie     | Mitchelton-Scott             | + 38 s             |
| 9e         | Julian Alaphilippe  | France     | Quick-Step Floors            | + 38 s             |
| 10e        | Felix Großschartner | Autriche   | Bora-Hansgrohe               | + 38 s             |
| modifier   |                     |            |                              |                    |

| \| Classement général \| Classement général \| Classement général \| Classement général \| Classement général \| \| Coureur \| Coureur \| Pays \| Équipe \| Temps \| \| ------------------ \| ------------------- \| ------------------ \| ------------------ \| ------------------ \| \| 1er \| Luis León Sánchez \| Espagne \| Astana \| 13 h 21 min 56 s \| \| 2e \| Arnaud Démare \| France \| Groupama-FDJ \| + 28 s \| \| 3e \| Gorka Izagirre \| Espagne \| Bahrain-Merida \| + 35 s \| \| 4e \| Julian Alaphilippe \| France \| Quick-Step Floors \| + 38 s \| \| 5e \| Mike Teunissen \| Pays-Bas \| Team Sunweb \| + 41 s \| \| 6e \| Tim Wellens \| Belgique \| Lotto-Soudal \| + 41 s \| \| 7e \| Roman Kreuziger \| Tchéquie \| Mitchelton-Scott \| + 41 s \| \| 8e \| Heinrich Haussler \| Australie \| Bahrain-Merida \| + 43 s \| \| 9e \| Felix Großschartner \| Autriche \| Bora-Hansgrohe \| + 43 s \| \| 10e \| Ion Izagirre \| Espagne \| Bahrain-Merida \| + 43 s \| |                     |           |                   |                  |
| |                     |           |                   |                  |
| |                     |           |                   |                  |
| Classement général |                     |           |                   |                  |
| Coureur | Coureur             | Pays      | Équipe            | Temps            |
| 1er | Luis León Sánchez   | Espagne   | Astana            | 13 h 21 min 56 s |
| 2e | Arnaud Démare       | France    | Groupama-FDJ      | + 28 s           |
| 3e | Gorka Izagirre      | Espagne   | Bahrain-Merida    | + 35 s           |
| 4e | Julian Alaphilippe  | France    | Quick-Step Floors | + 38 s           |
| 5e | Mike Teunissen      | Pays-Bas  | Team Sunweb       | + 41 s           |
| 6e | Tim Wellens         | Belgique  | Lotto-Soudal      | + 41 s           |
| 7e | Roman Kreuziger     | Tchéquie  | Mitchelton-Scott  | + 41 s           |
| 8e | Heinrich Haussler   | Australie | Bahrain-Merida    | + 43 s           |
| 9e | Felix Großschartner | Autriche  | Bora-Hansgrohe    | + 43 s           |
| 10e | Ion Izagirre        | Espagne   | Bahrain-Merida    | + 43 s           |

### 4eétape
Cette étape est un contre-la-montre individuel, long de 18,4 km entre La Fouillouse et Saint-Étienne. Les 8 premiers kilomètres, jusqu'au chrono intermédiaire, sont en légère montée, avec une pente moyenne de 3,45 %. Après un peu de plat, le parcours est descendant, avant une côte d'1 km à 7 %. S'ensuit la courte descente et les derniers kilomètres plats.
| Classement | Classement          | Classement | Classement        | Classement     |
|            | Coureur             | Pays       | Équipe            | Temps          |
| ---------- | ------------------- | ---------- | ----------------- | -------------- |
| 1er        | Wout Poels          | Pays-Bas   | Sky               | en 25 min 33 s |
| 2e         | Marc Soler          | Espagne    | Movistar          | + 11 s         |
| 3e         | Julian Alaphilippe  | France     | Quick-Step Floors | + 16 s         |
| 4e         | Felix Großschartner | Autriche   | Bora-Hansgrohe    | + 20 s         |
| 5e         | Ion Izagirre        | Espagne    | Bahrain-Merida    | + 27 s         |
| 6e         | Gorka Izagirre      | Espagne    | Bahrain-Merida    | + 27 s         |
| 7e         | Luis León Sánchez   | Espagne    | Astana            | + 28 s         |
| 8e         | Tim Wellens         | Belgique   | Lotto-Soudal      | + 29 s         |
| 9e         | Sergio Henao        | Colombie   | Sky               | + 33 s         |
| 10e        | Esteban Chaves      | Colombie   | Mitchelton-Scott  | + 33 s         |
| modifier   |                     |            |                   |                |

| \| Classement général \| Classement général \| Classement général \| Classement général \| Classement général \| \| Coureur \| Coureur \| Pays \| Équipe \| Temps \| \| ------------------ \| ------------------- \| ------------------ \| ------------------ \| ------------------ \| \| 1er \| Luis León Sánchez \| Espagne \| Astana \| 13 h 47 min 57 s \| \| 2e \| Wout Poels \| Pays-Bas \| Team Sky \| + 15 s \| \| 3e \| Julian Alaphilippe \| France \| Quick-Step Floors \| + 26 s \| \| 4e \| Marc Soler \| Espagne \| Movistar Team \| + 26 s \| \| 5e \| Gorka Izagirre \| Espagne \| Bahrain-Merida \| + 34 s \| \| 6e \| Felix Großschartner \| Autriche \| Bora-Hansgrohe \| + 35 s \| \| 7e \| Ion Izagirre \| Espagne \| Bahrain-Merida \| + 42 s \| \| 8e \| Tim Wellens \| Belgique \| Lotto-Soudal \| + 42 s \| \| 9e \| Sergio Henao \| Colombie \| Team Sky \| + 48 s \| \| 10e \| Esteban Chaves \| Colombie \| Mitchelton-Scott \| + 48 s \| |                     |          |                   |                  |
| |                     |          |                   |                  |
| |                     |          |                   |                  |
| Classement général |                     |          |                   |                  |
| Coureur | Coureur             | Pays     | Équipe            | Temps            |
| 1er | Luis León Sánchez   | Espagne  | Astana            | 13 h 47 min 57 s |
| 2e | Wout Poels          | Pays-Bas | Team Sky          | + 15 s           |
| 3e | Julian Alaphilippe  | France   | Quick-Step Floors | + 26 s           |
| 4e | Marc Soler          | Espagne  | Movistar Team     | + 26 s           |
| 5e | Gorka Izagirre      | Espagne  | Bahrain-Merida    | + 34 s           |
| 6e | Felix Großschartner | Autriche | Bora-Hansgrohe    | + 35 s           |
| 7e | Ion Izagirre        | Espagne  | Bahrain-Merida    | + 42 s           |
| 8e | Tim Wellens         | Belgique | Lotto-Soudal      | + 42 s           |
| 9e | Sergio Henao        | Colombie | Team Sky          | + 48 s           |
| 10e | Esteban Chaves      | Colombie | Mitchelton-Scott  | + 48 s           |

### 5eétape
Cette étape emprunte le trajet inverse de la 19e étape du Tour de France 2017, qui rejoignait Embrun à Salon-de-Provence, mais avec un arrêt à Sisteron. La parcours passe donc, notamment, par la combe de Lourmarin, le col du Pointu, le col de Lagarde d'Apt, le col du Négron, et la côte de la Marquise.
| Classement | Classement          | Classement | Classement                | Classement         |
|            | Coureur             | Pays       | Équipe                    | Temps              |
| ---------- | ------------------- | ---------- | ------------------------- | ------------------ |
| 1er        | Jérôme Cousin       | France     | Direct Énergie            | en 3 h 57 min 25 s |
| 2e         | Nils Politt         | Allemagne  | Katusha-Alpecin           | + 2 s              |
| 3e         | André Greipel       | Allemagne  | Lotto-Soudal              | + 4 s              |
| 4e         | Magnus Cort Nielsen | Danemark   | Astana                    | + 4 s              |
| 5e         | Alexander Kristoff  | Norvège    | UAE Emirates              | + 4 s              |
| 6e         | Christophe Laporte  | France     | Cofidis                   | + 4 s              |
| 7e         | Matteo Trentin      | Italie     | Mitchelton-Scott          | + 4 s              |
| 8e         | Mike Teunissen      | Pays-Bas   | Sunweb                    | + 4 s              |
| 9e         | Matti Breschel      | Danemark   | EF Education First-Drapac | + 4 s              |
| 10e        | Koen de Kort        | Pays-Bas   | Trek-Segafredo            | + 4 s              |
| modifier   |                     |            |                           |                    |

| \| Classement général \| Classement général \| Classement général \| Classement général \| Classement général \| \| Coureur \| Coureur \| Pays \| Équipe \| Temps \| \| ------------------ \| ------------------- \| ------------------ \| ------------------ \| ------------------ \| \| 1er \| Luis León Sánchez \| Espagne \| Astana \| 17 h 45 min 26 s \| \| 2e \| Wout Poels \| Pays-Bas \| Team Sky \| + 15 s \| \| 3e \| Julian Alaphilippe \| France \| Quick-Step Floors \| + 26 s \| \| 4e \| Marc Soler \| Espagne \| Movistar Team \| + 26 s \| \| 5e \| Gorka Izagirre \| Espagne \| Bahrain-Merida \| + 34 s \| \| 6e \| Felix Großschartner \| Autriche \| Bora-Hansgrohe \| + 35 s \| \| 7e \| Ion Izagirre \| Espagne \| Bahrain-Merida \| + 42 s \| \| 8e \| Tim Wellens \| Belgique \| Lotto-Soudal \| + 42 s \| \| 9e \| Sergio Henao \| Colombie \| Team Sky \| + 48 s \| \| 10e \| Esteban Chaves \| Colombie \| Mitchelton-Scott \| + 48 s \| |                     |          |                   |                  |
| |                     |          |                   |                  |
| |                     |          |                   |                  |
| Classement général |                     |          |                   |                  |
| Coureur | Coureur             | Pays     | Équipe            | Temps            |
| 1er | Luis León Sánchez   | Espagne  | Astana            | 17 h 45 min 26 s |
| 2e | Wout Poels          | Pays-Bas | Team Sky          | + 15 s           |
| 3e | Julian Alaphilippe  | France   | Quick-Step Floors | + 26 s           |
| 4e | Marc Soler          | Espagne  | Movistar Team     | + 26 s           |
| 5e | Gorka Izagirre      | Espagne  | Bahrain-Merida    | + 34 s           |
| 6e | Felix Großschartner | Autriche | Bora-Hansgrohe    | + 35 s           |
| 7e | Ion Izagirre        | Espagne  | Bahrain-Merida    | + 42 s           |
| 8e | Tim Wellens         | Belgique | Lotto-Soudal      | + 42 s           |
| 9e | Sergio Henao        | Colombie | Team Sky          | + 48 s           |
| 10e | Esteban Chaves      | Colombie | Mitchelton-Scott  | + 48 s           |

### 6eétape
Après les 15 premiers kilomètres en faux-plats descendant, le parcours emprunte une cinquantaine de kilomètres en faux-plats montants, en passant par le premier sprint intermédiaire (km 36,5). L'enchaînement de deux ascensions de 2e catégories est ensuite programmé : le col des Lèques (6,6 km à 5 %), dont le sommet est au km 73,5, et le col de Luens (6,9 km à 4,7 %), dont le sommet est situé au km 91. Ce dernier est suivi par une courte descente, une montée non-répertoriée, sa descente, quelques kilomètres de plat et le col Bas (1,7 km à 7,2 %), classé en 2e catégorie et dont le sommet est placé au km 111. Après une courte zone de plat jusqu'à Andon, la route passe par une descente d'une vingtaine de kilomètres. S'ensuit l'enchaînement de deux nouvelles montées classées en 2e catégorie, en l'occurrence la côte de Cipières (2,8 km à 5,6 %), dont le sommet est situé au km 139.5, et la côte de Gourdon (3,8 km à 4,2 %). Le sommet de cette dernière (km 149,5) est suivi par une longue descente. Les coureurs enchaînent alors la côte de la Colle-sur-Loup (1,8 km à 10 %), classée en 1re catégorie et dont le sommet est placé au 179.5, le second sprint intermédiaire (km 182,5) et une montée non-répertoriée vers Vence, où est jugée l'arrivée, après 188 km de course depuis Sisteron, à travers les Alpes-de-Haute-Provence et les Alpes-Maritimes.
| Classement | Classement         | Classement | Classement        | Classement        |
|            | Coureur            | Pays       | Équipe            | Temps             |
| ---------- | ------------------ | ---------- | ----------------- | ----------------- |
| 1er        | Rudy Molard        | France     | Groupama-FDJ      | en 4 h 40 min 5 s |
| 2e         | Tim Wellens        | Belgique   | Lotto-Soudal      | + 2 s             |
| 3e         | Julian Alaphilippe | France     | Quick-Step Floors | + 2 s             |
| 4e         | Luis León Sánchez  | Espagne    | Astana            | + 2 s             |
| 5e         | Sam Oomen          | Pays-Bas   | Sunweb            | + 2 s             |
| 6e         | Dylan Teuns        | Belgique   | BMC Racing        | + 2 s             |
| 7e         | Patrick Konrad     | Autriche   | Bora-Hansgrohe    | + 2 s             |
| 8e         | Esteban Chaves     | Colombie   | Mitchelton-Scott  | + 2 s             |
| 9e         | Gorka Izagirre     | Espagne    | Bahrain-Merida    | + 2 s             |
| 10e        | Sergio Henao       | Colombie   | Sky               | + 2 s             |
| modifier   |                    |            |                   |                   |

| \| Classement général \| Classement général \| Classement général \| Classement général \| Classement général \| \| Coureur \| Coureur \| Pays \| Équipe \| Temps \| \| ------------------ \| ------------------ \| ------------------ \| ------------------ \| ------------------ \| \| 1er \| Luis León Sánchez \| Espagne \| Astana \| 22 h 25 min 33 s \| \| 2e \| Julian Alaphilippe \| France \| Quick-Step Floors \| + 22 s \| \| 3e \| Marc Soler \| Espagne \| Movistar Team \| + 26 s \| \| 4e \| Gorka Izagirre \| Espagne \| Bahrain-Merida \| + 34 s \| \| 5e \| Tim Wellens \| Belgique \| Lotto-Soudal \| + 35 s \| \| 6e \| Ion Izagirre \| Espagne \| Bahrain-Merida \| + 42 s \| \| 7e \| Simon Yates \| Royaume-Uni \| Mitchelton-Scott \| + 45 s \| \| 8e \| Sergio Henao \| Colombie \| Team Sky \| + 46 s \| \| 9e \| Esteban Chaves \| Colombie \| Mitchelton-Scott \| + 48 s \| \| 10e \| Patrick Konrad \| Autriche \| Bora-Hansgrohe \| + 54 s \| |                    |             |                   |                  |
| |                    |             |                   |                  |
| |                    |             |                   |                  |
| Classement général |                    |             |                   |                  |
| Coureur | Coureur            | Pays        | Équipe            | Temps            |
| 1er | Luis León Sánchez  | Espagne     | Astana            | 22 h 25 min 33 s |
| 2e | Julian Alaphilippe | France      | Quick-Step Floors | + 22 s           |
| 3e | Marc Soler         | Espagne     | Movistar Team     | + 26 s           |
| 4e | Gorka Izagirre     | Espagne     | Bahrain-Merida    | + 34 s           |
| 5e | Tim Wellens        | Belgique    | Lotto-Soudal      | + 35 s           |
| 6e | Ion Izagirre       | Espagne     | Bahrain-Merida    | + 42 s           |
| 7e | Simon Yates        | Royaume-Uni | Mitchelton-Scott  | + 45 s           |
| 8e | Sergio Henao       | Colombie    | Team Sky          | + 46 s           |
| 9e | Esteban Chaves     | Colombie    | Mitchelton-Scott  | + 48 s           |
| 10e | Patrick Konrad     | Autriche    | Bora-Hansgrohe    | + 54 s           |

### 7eétape
Après un peu de plat, les coureurs escaladent la côte de Gattières (4,5 km à 4,8 %), classée en 2e catégorie et dont le sommet est situé au km 10. La route continue de grimper jusqu'au premier sprint intermédiaire (km 18,5) puis est légèrement vallonnée pendant une vingtaine de kilomètres. Une descente, une vingtaine de kilomètres légèrement vallonnés et la montée en deux parties (la première étant la plus pentue, avec les 10 premiers kilomètres à 5,7 % de moyenne) de la côte de la Sainte-Baume (16,7 km à 3,8 %), classée en 1re catégorie. Le sommet (km 84,5) est suivi par une courte zone de plat puis une descente longue d'une quinzaine de kilomètres. Le parcours emprunte ensuite le col Saint-Raphaël (5,8 km à 4,2 %), classé en 2e catégorie et dont le sommet est placé au km 108, la descente et une quinzaine de kilomètres en faux-plat descendant. Après la côte de Villars-sur-Var (2,1 km à 6,7 %), classée en 2e catégorie et dont le sommet est au km 134.5, et une zone d'environ 25 km vallonnée, avec notamment le second sprint intermédiaire (km 144), les coureurs sont au pied de la montée régulière, classée en 1re catégorie, vers Valdeblore La Colmiane (16,3 km à 6,2 %), en haut de laquelle sera jugée l'arrivée, après 175 km de course depuis Nice, à travers les Alpes-Maritimes.
| \| Classement de l'étape \| Classement de l'étape \| Classement de l'étape \| Classement de l'étape \| Classement de l'étape \| \| Coureur \| Coureur \| Pays \| Équipe \| Temps \| \| --------------------- \| --------------------- \| --------------------- \| --------------------- \| --------------------- \| \| 1er \| Simon Yates \| Royaume-Uni \| Mitchelton-Scott \| 5 h 02 min 54 s \| \| 2e \| Dylan Teuns \| Belgique \| BMC Racing Team \| + 8 s \| \| 3e \| Ion Izagirre \| Espagne \| Bahrain-Merida \| + 8 s \| \| 4e \| Gorka Izagirre \| Espagne \| Bahrain-Merida \| + 13 s \| \| 5e \| Tim Wellens \| Belgique \| Lotto-Soudal \| + 13 s \| \| 6e \| Patrick Konrad \| Autriche \| Bora-Hansgrohe \| + 20 s \| \| 7e \| Sergio Henao \| Colombie \| Team Sky \| + 46 s \| \| 8e \| Marc Soler \| Espagne \| Movistar Team \| + 46 s \| \| 9e \| Jakob Fuglsang \| Danemark \| Astana \| + 48 s \| \| 10e \| Sam Oomen \| Pays-Bas \| Team Sunweb \| + 54 s \| |                |             |                  |                 |
| |                |             |                  |                 |
| |                |             |                  |                 |
| Classement de l'étape |                |             |                  |                 |
| Coureur | Coureur        | Pays        | Équipe           | Temps           |
| 1er | Simon Yates    | Royaume-Uni | Mitchelton-Scott | 5 h 02 min 54 s |
| 2e | Dylan Teuns    | Belgique    | BMC Racing Team  | + 8 s           |
| 3e | Ion Izagirre   | Espagne     | Bahrain-Merida   | + 8 s           |
| 4e | Gorka Izagirre | Espagne     | Bahrain-Merida   | + 13 s          |
| 5e | Tim Wellens    | Belgique    | Lotto-Soudal     | + 13 s          |
| 6e | Patrick Konrad | Autriche    | Bora-Hansgrohe   | + 20 s          |
| 7e | Sergio Henao   | Colombie    | Team Sky         | + 46 s          |
| 8e | Marc Soler     | Espagne     | Movistar Team    | + 46 s          |
| 9e | Jakob Fuglsang | Danemark    | Astana           | + 48 s          |
| 10e | Sam Oomen      | Pays-Bas    | Team Sunweb      | + 54 s          |

| \| Classement général \| Classement général \| Classement général \| Classement général \| Classement général \| \| Coureur \| Coureur \| Pays \| Équipe \| Temps \| \| ------------------ \| ------------------ \| ------------------ \| ------------------ \| ------------------ \| \| 1er \| Simon Yates \| Royaume-Uni \| Mitchelton-Scott \| 27 h 29 min 02 s \| \| 2e \| Ion Izagirre \| Espagne \| Bahrain-Merida \| + 11 s \| \| 3e \| Gorka Izagirre \| Espagne \| Bahrain-Merida \| + 12 s \| \| 4e \| Tim Wellens \| Belgique \| Lotto-Soudal \| + 13 s \| \| 5e \| Dylan Teuns \| Belgique \| BMC Racing Team \| + 27 s \| \| 6e \| Marc Soler \| Espagne \| Movistar Team \| + 37 s \| \| 7e \| Patrick Konrad \| Autriche \| Bora-Hansgrohe \| + 39 s \| \| 8e \| Sergio Henao \| Colombie \| Team Sky \| + 57 s \| \| 9e \| Julian Alaphilippe \| France \| Quick-Step Floors \| + 1 min 48 s \| \| 10e \| Alexis Vuillermoz \| France \| AG2R La Mondiale \| + 1 min 49 s \| |                    |             |                   |                  |
| |                    |             |                   |                  |
| |                    |             |                   |                  |
| Classement général |                    |             |                   |                  |
| Coureur | Coureur            | Pays        | Équipe            | Temps            |
| 1er | Simon Yates        | Royaume-Uni | Mitchelton-Scott  | 27 h 29 min 02 s |
| 2e | Ion Izagirre       | Espagne     | Bahrain-Merida    | + 11 s           |
| 3e | Gorka Izagirre     | Espagne     | Bahrain-Merida    | + 12 s           |
| 4e | Tim Wellens        | Belgique    | Lotto-Soudal      | + 13 s           |
| 5e | Dylan Teuns        | Belgique    | BMC Racing Team   | + 27 s           |
| 6e | Marc Soler         | Espagne     | Movistar Team     | + 37 s           |
| 7e | Patrick Konrad     | Autriche    | Bora-Hansgrohe    | + 39 s           |
| 8e | Sergio Henao       | Colombie    | Team Sky          | + 57 s           |
| 9e | Julian Alaphilippe | France      | Quick-Step Floors | + 1 min 48 s     |
| 10e | Alexis Vuillermoz  | France      | AG2R La Mondiale  | + 1 min 49 s     |

### 8eétape
Après un début d'étape en faux-plat montant, les coureurs grimpent la côte de Levens (6,2 km à 5,5 %), classée en 2e catégorie et dont le sommet est situé au km 20,5. La montée se prolonge jusqu'au premier sprint intermédiaire à Levens (km 24), puis le parcours descend, avant d'enchaîner la côte de Châteauneuf (5,4 km à 4,4 %), classée en 2e catégorie et dont le sommet est au km 36,5, le col de Calaïson (6,3 km à 4,4 %), classé en 2e catégorie et dont le sommet est placé au km 51, et la côte de Peille (6,5 km à 6,9 %), classée en 1re catégorie. S'ensuit une descente irrégulière, où le second sprint intermédiaire est disputé (km 78,5), la fin du col d'Èze (1,6 km à 8,1 %), classé en 1re catégorie, et une descente d'une dizaine de kilomètres. La route escalade alors l'irrégulier col des Quatre Chemins (5,5 km à 5,5 %), avant de plonger vers l'arrivée, tracée à Nice, après 110 km de course depuis Nice, à travers les Alpes-Maritimes.
La première course est animée par de nombreuses attaques, certaines visant à déposséder Simon Yates de son maillot jaune. Julian Alaphilippe (Quick-Step Floors), Omar Fraile et Jakob Fuglsang (Astana) parviennent à sortir du peloton. Fuglsang en est rapidement écarté par une crevaison. Alaphilippe et Fraile creusent une avance d'une minute sur le groupe maillot jaune à 60 km de l'arrivée. Fraile se défait d'Alaphilippe dans la côte de Peille alors qu'il reste 5 kilomètres d'ascension. Derrière eux, David de la Cruz (Sky), Marc Soler (Movistar) et Gorka Izagirre (Bahrain-Merida) sortent à leur tour du groupe maillot jaune. Les deux premiers rattrapent Fraile au sommet de la côte. Le nouveau trio de tête parvient à garder une avance suffisante sur ses poursuivants, ralentis par la chute des frères Izagirre.
Jouant le classement général, Soler passe en tête au sprint intermédiaire, et ne dispute pas la victoire à Fraile et De la Cruz. Ce dernier s'impose à Nice, comme en 2017. Simon Yates arrive dans un groupe de huit coureurs à 38 secondes et cède le maillot jaune à Soler, pour quatre secondes,,
| \| Classement de l'étape \| Classement de l'étape \| Classement de l'étape \| Classement de l'étape \| Classement de l'étape \| \| Coureur \| Coureur \| Pays \| Équipe \| Temps \| \| --------------------- \| --------------------- \| --------------------- \| --------------------- \| --------------------- \| \| 1er \| David de la Cruz \| Espagne \| Team Sky \| 2 h 53 min 06 s \| \| 2e \| Omar Fraile \| Espagne \| Astana \| + 0 s \| \| 3e \| Marc Soler \| Espagne \| Movistar Team \| + 3 s \| \| 4e \| Patrick Konrad \| Autriche \| Bora-Hansgrohe \| + 38 s \| \| 5e \| Tim Wellens \| Belgique \| Lotto-Soudal \| + 38 s \| \| 6e \| Simon Yates \| Royaume-Uni \| Mitchelton-Scott \| + 38 s \| \| 7e \| Dylan Teuns \| Belgique \| BMC Racing Team \| + 38 s \| \| 8e \| Richard Carapaz \| Équateur \| Movistar Team \| + 38 s \| \| 9e \| Gorka Izagirre \| Espagne \| Bahrain-Merida \| + 38 s \| \| 10e \| Ion Izagirre \| Espagne \| Bahrain-Merida \| + 38 s \| |                  |             |                  |                 |
| |                  |             |                  |                 |
| |                  |             |                  |                 |
| Classement de l'étape |                  |             |                  |                 |
| Coureur | Coureur          | Pays        | Équipe           | Temps           |
| 1er | David de la Cruz | Espagne     | Team Sky         | 2 h 53 min 06 s |
| 2e | Omar Fraile      | Espagne     | Astana           | + 0 s           |
| 3e | Marc Soler       | Espagne     | Movistar Team    | + 3 s           |
| 4e | Patrick Konrad   | Autriche    | Bora-Hansgrohe   | + 38 s          |
| 5e | Tim Wellens      | Belgique    | Lotto-Soudal     | + 38 s          |
| 6e | Simon Yates      | Royaume-Uni | Mitchelton-Scott | + 38 s          |
| 7e | Dylan Teuns      | Belgique    | BMC Racing Team  | + 38 s          |
| 8e | Richard Carapaz  | Équateur    | Movistar Team    | + 38 s          |
| 9e | Gorka Izagirre   | Espagne     | Bahrain-Merida   | + 38 s          |
| 10e | Ion Izagirre     | Espagne     | Bahrain-Merida   | + 38 s          |

## Affaire de dopage
En avril 2018, l'Union cycliste internationale (UCI) annonce que Rémy Di Grégorio a fait l'objet d'un contrôle antidopage positif à l'EPO lors de ce Paris-Nice. Il est par conséquent « provisoirement suspendu jusqu'à la résolution de l'affaire. »

## Classements finals

### Classement général final
| \| Classement général \| Classement général \| Classement général \| Classement général \| Classement général \| \| Coureur \| Coureur \| Pays \| Équipe \| Temps \| \| ------------------ \| ------------------- \| ------------------ \| ------------------ \| ------------------ \| \| 1er \| Marc Soler \| Espagne \| Movistar Team \| 30 h 22 min 41 s \| \| 2e \| Simon Yates \| Royaume-Uni \| Mitchelton-Scott \| + 4 s \| \| 3e \| Gorka Izagirre \| Espagne \| Bahrain-Merida \| + 14 s \| \| 4e \| Ion Izagirre \| Espagne \| Bahrain-Merida \| + 16 s \| \| 5e \| Tim Wellens \| Belgique \| Lotto-Soudal \| + 16 s \| \| 6e \| Dylan Teuns \| Belgique \| BMC Racing Team \| + 32 s \| \| 7e \| Patrick Konrad \| Autriche \| Bora-Hansgrohe \| + 44 s \| \| 8e \| Alexis Vuillermoz \| France \| AG2R La Mondiale \| + 1 min 54 s \| \| 9e \| David de la Cruz \| Espagne \| Team Sky \| + 2 min 15 s \| \| 10e \| Felix Großschartner \| Autriche \| Bora-Hansgrohe \| + 2 min 35 s \| |                     |             |                  |                  |
| |                     |             |                  |                  |
| Source : ProCyclingStats |                     |             |                  |                  |
| Classement général |                     |             |                  |                  |
| Coureur | Coureur             | Pays        | Équipe           | Temps            |
| 1er | Marc Soler          | Espagne     | Movistar Team    | 30 h 22 min 41 s |
| 2e | Simon Yates         | Royaume-Uni | Mitchelton-Scott | + 4 s            |
| 3e | Gorka Izagirre      | Espagne     | Bahrain-Merida   | + 14 s           |
| 4e | Ion Izagirre        | Espagne     | Bahrain-Merida   | + 16 s           |
| 5e | Tim Wellens         | Belgique    | Lotto-Soudal     | + 16 s           |
| 6e | Dylan Teuns         | Belgique    | BMC Racing Team  | + 32 s           |
| 7e | Patrick Konrad      | Autriche    | Bora-Hansgrohe   | + 44 s           |
| 8e | Alexis Vuillermoz   | France      | AG2R La Mondiale | + 1 min 54 s     |
| 9e | David de la Cruz    | Espagne     | Team Sky         | + 2 min 15 s     |
| 10e | Felix Großschartner | Autriche    | Bora-Hansgrohe   | + 2 min 35 s     |

### Classements annexes
| Classement par points | Classement par points | Classement par points | Classement par points | Classement par points |
| Coureur               | Coureur               | Pays                  | Équipe                | Points                |
| --------------------- | --------------------- | --------------------- | --------------------- | --------------------- |
| 1er                   | Tim Wellens           | Belgique              | Lotto-Soudal          | 37 pts                |
| 2e                    | Gorka Izagirre        | Espagne               | Bahrain-Merida        | 31 pts                |
| 3e                    | Julian Alaphilippe    | France                | Quick-Step Floors     | 28 pts                |
| 4e                    | Marc Soler            | Espagne               | Movistar Team         | 27 pts                |
| 5e                    | Simon Yates           | Royaume-Uni           | Mitchelton-Scott      | 24 pts                |
| 6e                    | Dylan Teuns           | Belgique              | BMC Racing Team       | 24 pts                |
| 7e                    | Luis León Sánchez     | Espagne               | Astana                | 23 pts                |
| 8e                    | Patrick Konrad        | Autriche              | Bora-Hansgrohe        | 20 pts                |
| 9e                    | Ion Izagirre          | Espagne               | Bahrain-Merida        | 17 pts                |
| 10e                   | David de la Cruz      | Espagne               | Team Sky              | 16 pts                |

| Classement par points | Classement par points | Classement par points | Classement par points | Classement par points |
| Coureur               | Coureur               | Pays                  | Équipe                | Points                |
| --------------------- | --------------------- | --------------------- | --------------------- | --------------------- |
| 1er                   | Tim Wellens           | Belgique              | Lotto-Soudal          | 37 pts                |
| 2e                    | Gorka Izagirre        | Espagne               | Bahrain-Merida        | 31 pts                |
| 3e                    | Julian Alaphilippe    | France                | Quick-Step Floors     | 28 pts                |
| 4e                    | Marc Soler            | Espagne               | Movistar Team         | 27 pts                |
| 5e                    | Simon Yates           | Royaume-Uni           | Mitchelton-Scott      | 24 pts                |
| 6e                    | Dylan Teuns           | Belgique              | BMC Racing Team       | 24 pts                |
| 7e                    | Luis León Sánchez     | Espagne               | Astana                | 23 pts                |
| 8e                    | Patrick Konrad        | Autriche              | Bora-Hansgrohe        | 20 pts                |
| 9e                    | Ion Izagirre          | Espagne               | Bahrain-Merida        | 17 pts                |
| 10e                   | David de la Cruz      | Espagne               | Team Sky              | 16 pts                |

| Classement de la montagne | Classement de la montagne | Classement de la montagne | Classement de la montagne  | Classement de la montagne |
| Coureur                   | Coureur                   | Pays                      | Équipe                     | Points                    |
| ------------------------- | ------------------------- | ------------------------- | -------------------------- | ------------------------- |
| 1er                       | Thomas De Gendt           | Belgique                  | Lotto-Soudal               | 69 pts                    |
| 2e                        | Omar Fraile               | Espagne                   | Astana                     | 37 pts                    |
| 3e                        | Simon Yates               | Royaume-Uni               | Mitchelton-Scott           | 21 pts                    |
| 4e                        | Marc Soler                | Espagne                   | Movistar Team              | 21 pts                    |
| 5e                        | David de la Cruz          | Espagne                   | Team Sky                   | 19 pts                    |
| 6e                        | Ion Izagirre              | Espagne                   | Bahrain-Merida             | 14 pts                    |
| 7e                        | Nicolas Edet              | France                    | Cofidis, Solutions Crédits | 14 pts                    |
| 8e                        | Amaël Moinard             | France                    | Fortuneo-Samsic            | 14 pts                    |
| 9e                        | Tony Gallopin             | France                    | AG2R La Mondiale           | 13 pts                    |
| 10e                       | Julian Alaphilippe        | France                    | Quick-Step Floors          | 12 pts                    |

| Classement de la montagne | Classement de la montagne | Classement de la montagne | Classement de la montagne  | Classement de la montagne |
| Coureur                   | Coureur                   | Pays                      | Équipe                     | Points                    |
| ------------------------- | ------------------------- | ------------------------- | -------------------------- | ------------------------- |
| 1er                       | Thomas De Gendt           | Belgique                  | Lotto-Soudal               | 69 pts                    |
| 2e                        | Omar Fraile               | Espagne                   | Astana                     | 37 pts                    |
| 3e                        | Simon Yates               | Royaume-Uni               | Mitchelton-Scott           | 21 pts                    |
| 4e                        | Marc Soler                | Espagne                   | Movistar Team              | 21 pts                    |
| 5e                        | David de la Cruz          | Espagne                   | Team Sky                   | 19 pts                    |
| 6e                        | Ion Izagirre              | Espagne                   | Bahrain-Merida             | 14 pts                    |
| 7e                        | Nicolas Edet              | France                    | Cofidis, Solutions Crédits | 14 pts                    |
| 8e                        | Amaël Moinard             | France                    | Fortuneo-Samsic            | 14 pts                    |
| 9e                        | Tony Gallopin             | France                    | AG2R La Mondiale           | 13 pts                    |
| 10e                       | Julian Alaphilippe        | France                    | Quick-Step Floors          | 12 pts                    |

| Classement par équipes | Classement par équipes     | Classement par équipes | Classement par équipes |
| Équipe                 | Équipe                     | Pays                   | Temps                  |
| ---------------------- | -------------------------- | ---------------------- | ---------------------- |
| 1re                    | Bahrain-Merida             | Bahreïn                | 91 h 31 min 07 s       |
| 2e                     | Astana                     | Kazakhstan             | + 4 min 23 s           |
| 3e                     | Mitchelton-Scott           | Australie              | + 6 min 14 s           |
| 4e                     | AG2R La Mondiale           | France                 | + 6 min 29 s           |
| 5e                     | Bora-Hansgrohe             | Allemagne              | + 9 min 28 s           |
| 6e                     | Sky                        | Royaume-Uni            | + 10 min 40 s          |
| 7e                     | Movistar Team              | Espagne                | + 12 min 55 s          |
| 8e                     | BMC Racing Team            | États-Unis             | + 33 min 26 s          |
| 9e                     | Quick-Step Floors          | Belgique               | + 1 h 14 min 56 s      |
| 10e                    | Cofidis, Solutions Crédits | France                 | + 1 h 15 min 24 s      |

| Classement par équipes | Classement par équipes     | Classement par équipes | Classement par équipes |
| Équipe                 | Équipe                     | Pays                   | Temps                  |
| ---------------------- | -------------------------- | ---------------------- | ---------------------- |
| 1re                    | Bahrain-Merida             | Bahreïn                | 91 h 31 min 07 s       |
| 2e                     | Astana                     | Kazakhstan             | + 4 min 23 s           |
| 3e                     | Mitchelton-Scott           | Australie              | + 6 min 14 s           |
| 4e                     | AG2R La Mondiale           | France                 | + 6 min 29 s           |
| 5e                     | Bora-Hansgrohe             | Allemagne              | + 9 min 28 s           |
| 6e                     | Sky                        | Royaume-Uni            | + 10 min 40 s          |
| 7e                     | Movistar Team              | Espagne                | + 12 min 55 s          |
| 8e                     | BMC Racing Team            | États-Unis             | + 33 min 26 s          |
| 9e                     | Quick-Step Floors          | Belgique               | + 1 h 14 min 56 s      |
| 10e                    | Cofidis, Solutions Crédits | France                 | + 1 h 15 min 24 s      |

### Classements UCI
Le Paris-Nice attribue le même nombre des points pour l'UCI World Tour 2018 (uniquement pour les coureurs membres d'équipes World Tour) et le Classement mondial UCI (pour tous les coureurs).
| Position           | 1er | 2e  | 3e  | 4e  | 5e  | 6e  | 7e  | 8e  | 9e  | 10e | 11e | 12e | 13e | 14e | 15e | 16e à 20e | 21e à 30e | 31e à 50e | 51e à 55e | 56e à 60e |
| Classement général | 500 | 400 | 325 | 275 | 225 | 175 | 150 | 125 | 100 | 80  | 70  | 60  | 50  | 40  | 35  | 30        | 20        | 10        | 5         | 3         |
| Par étapes         | 60  | 25  | 10  |     |     |     |     |     |     |     |     |     |     |     |     |           |           |           |           |           |
| Leader             | 10  |     |     |     |     |     |     |     |     |     |     |     |     |     |     |           |           |           |           |           |

| Rang | Coureur             | Équipe           | Général | Etape | Leader | Total |
| ---- | ------------------- | ---------------- | ------- | ----- | ------ | ----- |
| 1er  | Marc Soler          | Movistar         | 500     | 35    |        | 535   |
| 2e   | Simon Yates         | Mitchelton-Scott | 400     | 60    | 10     | 470   |
| 3e   | Gorka Izagirre      | Bahrain-Merida   | 325     | 25    |        | 350   |
| 4e   | Ion Izagirre        | Bahrain-Merida   | 275     | 10    |        | 285   |
| 5e   | Tim Wellens         | Lotto-Soudal     | 225     |       |        | 225   |
| 6e   | Dylan Teuns         | BMC Racing       | 175     |       |        | 175   |
| 7e   | David de la Cruz    | Sky              | 100     | 60    |        | 160   |
| 8e   | Patrick Konrad      | Bora-Hansgrohe   | 150     |       |        | 150   |
| 9e   | Alexis Vuillermoz   | AG2R La Mondiale | 125     |       |        | 125   |
| 10e  | Felix Großschartner | Bora-Hansgrohe   | 80      |       |        | 80    |

#### Classements UCI World Tour à l'issue de la course
Ci-dessous, le classement individuel de l'UCI World Tour à l'issue de la course. Daryl Impey en conserve la première place et devance désormais Marc Soler, vainqueur à Nice. Simon Yates et Gorka Izagirre, deuxième et troisième de la course, accèdent aux cinquième et quatrième places,.
| Rang | Coureur            | Équipe            | Points |
| ---- | ------------------ | ----------------- | ------ |
| 1er  | Daryl Impey        | Mitchelton-Scott  | 800    |
| 2e   | Marc Soler         | Movistar          | 545    |
| 3e   | Alejandro Valverde | Movistar          | 515    |
| 4e   | Gorka Izagirre     | Bahrain-Merida    | 500    |
| 5e   | Simon Yates        | Mitchelton-Scott  | 470    |
| 6e   | Richie Porte       | BMC Racing        | 460    |
| 7e   | Dries Devenyns     | Quick-Step Floors | 400    |
| 8e   | Elia Viviani       | Quick-Step Floors | 387    |
| 9e   | Diego Ulissi       | UAE Emirates      | 375    |
| 10e  | Jon Izagirre       | Bahrain-Merida    | 365    |

| Rang | Équipe            | Points |
| ---- | ----------------- | ------ |
| 1er  | Mitchelton-Scott  | 1691   |
| 2e   | Quick-Step Floors | 1426   |
| 3e   | Bora-Hansgrohe    | 1263   |
| 4e   | Movistar          | 1223   |
| 5e   | Bahrain-Merida    | 1207   |
| 6e   | BMC Racing        | 1036   |
| 7e   | Astana            | 946    |
| 8e   | Sky               | 926    |
| 9e   | Lotto-Soudal      | 858    |
| 10e  | AG2R La Mondiale  | 758    |

## Évolution des classements
| Étape              | Vainqueur          | Classement général | Classement par points | Classement du meilleur jeune | Classement de la montagne | Classement par équipes |
| ------------------ | ------------------ | ------------------ | --------------------- | ---------------------------- | ------------------------- | ---------------------- |
| 1                  | Arnaud Démare      | Arnaud Démare      | Arnaud Démare         | Felix Großschartner          | Pierre-Luc Périchon       | Bahrain-Merida         |
| 2                  | Dylan Groenewegen  | Arnaud Démare      | Arnaud Démare         | Marc Soler                   | Pierre-Luc Périchon       | Bahrain-Merida         |
| 3                  | Jonathan Hivert    | Luis León Sánchez  | Arnaud Démare         | Felix Großschartner          | Pierre-Luc Périchon       | Bahrain-Merida         |
| 4                  | Wout Poels         | Luis León Sánchez  | Arnaud Démare         | Marc Soler                   | Pierre-Luc Périchon       | Team Sky               |
| 5                  | Jérôme Cousin      | Luis León Sánchez  | Arnaud Démare         | Marc Soler                   | Jérôme Cousin             | Team Sky               |
| 6                  | Rudy Molard        | Luis León Sánchez  | Arnaud Démare         | Marc Soler                   | Fabien Grellier           | Mitchelton-Scott       |
| 7                  | Simon Yates        | Simon Yates        | Tim Wellens           | Marc Soler                   | Thomas De Gendt           | Mitchelton-Scott       |
| 8                  | David de la Cruz   | Marc Soler         | Tim Wellens           | Marc Soler                   | Thomas De Gendt           | Bahrain-Merida         |
| Classements finals | Classements finals | Marc Soler         | Tim Wellens           | Marc Soler                   | Thomas De Gendt           | Bahrain-Merida         |

## Liste des participants
- Liste de départ complète

| Légende                             | Légende                                                                                         | Légende                         | Légende                                                                                                  |
| ----------------------------------- | ----------------------------------------------------------------------------------------------- | ------------------------------- | --- |
| Num                                 | Dossard de départ porté par le coureur sur ce Paris-Nice                                        | Pos                             | Position finale au classement général                                                                    |
| Leader du classement général        | Indique le vainqueur du classement général                                                      | Leader du classement par points | Indique le vainqueur du classement par points                                                            |
| Leader du classement de la montagne | Indique le vainqueur du classement de la montagne                                               |                                 | Indique un maillot de champion national ou mondial, suivi de sa spécialité                               |
| #                                   | Indique la meilleure équipe                                                                     | NP                              | Indique un coureur qui n'a pas pris le départ d'une étape, suivi du numéro de l'étape où il s'est retiré |
| AB                                  | Indique un coureur qui n'a pas terminé une étape, suivi du numéro de l'étape où il s'est retiré | HD                              | Indique un coureur qui a terminé une étape hors des délais, suivi du numéro de l'étape                   |
| DSQ                                 | Indique un coureur qui a été disqualifié de la course, suivi du numéro de l'étape               |                                 | |

| Sky SKY | Sky SKY                    | Sky SKY |
| ------- | -------------------------- | ------- |
| Num     | Coureur                    | Pos     |
| 1       | Sergio Henao (COL) (Route) | 12e     |
| 2       | David de la Cruz (ESP)     | 9e      |
| 3       | David Lopez Garcia (ESP)   | 63e     |
| 4       | Wout Poels (NED)           | AB-6    |
| 5       | Diego Rosa (ITA)           | 33e     |
| 6       | Ian Stannard (GBR)         | AB-8    |
| 7       | Dylan Van Baarle (NED)     | 68e     |

| UAE Emirates UAD | UAE Emirates UAD                 | UAE Emirates UAD |
| ---------------- | -------------------------------- | ---------------- |
| Num              | Coureur                          | Pos              |
| 11               | Daniel Martin (IRL)              | AB-7             |
| 12               | Sven Erik Bystrøm (NOR)          | AB-8             |
| 13               | Rui Costa (POR)                  | AB-2             |
| 14               | Alexander Kristoff (NOR) (Route) | AB-7             |
| 15               | Rory Sutherland (AUS)            | HD-8             |
| 16               | Ben Swift (GBR)                  | AB-6             |
| 17               | Oliviero Troia (ITA)             | HD-7             |

| Bahrain-Merida # TBM | Bahrain-Merida # TBM      | Bahrain-Merida # TBM |
| -------------------- | ------------------------- | -------------------- |
| Num                  | Coureur                   | Pos                  |
| 21                   | Gorka Izagirre (ESP)      | 3e                   |
| 22                   | Manuele Boaro (ITA)       | AB-8                 |
| 23                   | Iván García Cortina (ESP) | 61e                  |
| 24                   | Heinrich Haussler (AUS)   | AB-8                 |
| 25                   | Jon Izagirre (ESP)        | 4e                   |
| 26                   | Antonio Nibali (ITA)      | 50e                  |
| 27                   | Luka Pibernik (SLO)       | HD-8                 |

| Quick-Step Floors QST | Quick-Step Floors QST     | Quick-Step Floors QST |
| --------------------- | ------------------------- | --------------------- |
| Num                   | Coureur                   | Pos                   |
| 31                    | Julian Alaphilippe (FRA)  | 18e                   |
| 32                    | Tim Declercq (BEL)        | AB-8                  |
| 33                    | Dries Devenyns (BEL)      | NP-8                  |
| 34                    | Yves Lampaert (BEL) (Clm) | 40e                   |
| 35                    | Michael Morkov (DEN)      | 77e                   |
| 36                    | Fabio Sabatini (ITA)      | AB-8                  |
| 37                    | Elia Viviani (ITA)        | AB-8                  |

| Katusha-Alpecin TKA | Katusha-Alpecin TKA       | Katusha-Alpecin TKA |
| ------------------- | ------------------------- | ------------------- |
| Num                 | Coureur                   | Pos                 |
| 41                  | Ilnur Zakarin (RUS) (Clm) | 16e                 |
| 42                  | Ian Boswell (USA)         | NP-7                |
| 43                  | Marco Haller (AUT)        | NP-5                |
| 44                  | Pavel Kochetkov (RUS)     | 66e                 |
| 45                  | Maurits Lammertink (NED)  | NP-6                |
| 46                  | Tiago Machado (POR)       | 51e                 |
| 47                  | Nils Politt (GER)         | NP-8                |

| Mitchelton-Scott MTS | Mitchelton-Scott MTS              | Mitchelton-Scott MTS |
| -------------------- | --------------------------------- | -------------------- |
| Num                  | Coureur                           | Pos                  |
| 51                   | Simon Yates (GBR)                 | 2e                   |
| 52                   | Esteban Chaves (COL)              | HD-8                 |
| 53                   | Alexander Edmondson (AUS) (Route) | AB-8                 |
| 54                   | Mathew Hayman (AUS)               | HD-8                 |
| 55                   | Christopher Juul Jensen (DEN)     | 47e                  |
| 56                   | Roman Kreuziger (CZE)             | 19e                  |
| 57                   | Matteo Trentin (ITA)              | 32e                  |

| AG2R La Mondiale ALM | AG2R La Mondiale ALM        | AG2R La Mondiale ALM |
| -------------------- | --------------------------- | -------------------- |
| Num                  | Coureur                     | Pos                  |
| 61                   | Tony Gallopin (FRA)         | 28e                  |
| 62                   | Mikael Cherel (FRA)         | 20e                  |
| 63                   | Axel Domont (FRA)           | 60e                  |
| 64                   | Cyril Gautier (FRA)         | 27e                  |
| 65                   | Oliver Naesen (BEL) (Route) | 25e                  |
| 66                   | Stijn Vandenbergh (BEL)     | 70e                  |
| 67                   | Alexis Vuillermoz (FRA)     | 8e                   |

| BMC Racing BMC | BMC Racing BMC              | BMC Racing BMC |
| -------------- | --------------------------- | -------------- |
| Num            | Coureur                     | Pos            |
| 71             | Tejay Van Garderen (USA)    | AB-1           |
| 72             | Alessandro De Marchi (ITA)  | 36e            |
| 73             | Jempy Drucker (LUX) (Route) | AB-8           |
| 74             | Simon Gerrans (AUS)         | AB-8           |
| 75             | Nicolas Roche (IRL)         | AB-8           |
| 76             | Jurgen Roelandts (BEL)      | 35e            |
| 77             | Dylan Teuns (BEL)           | 6e             |

| Trek-Segafredo TFS | Trek-Segafredo TFS      | Trek-Segafredo TFS |
| ------------------ | ----------------------- | ------------------ |
| Num                | Coureur                 | Pos                |
| 81                 | Bauke Mollema (NED)     | 30e                |
| 82                 | Julien Bernard (FRA)    | 46e                |
| 83                 | Koen De Kort (NED)      | AB-7               |
| 84                 | John Degenkolb (GER)    | NP-6               |
| 85                 | Markel Irizar (ESP)     | 75e                |
| 86                 | Jarlinson Pantano (COL) | 39e                |
| 87                 | Gregory Rast (SUI)      | 67e                |

| Astana AST | Astana AST                | Astana AST |
| ---------- | ------------------------- | ---------- |
| Num        | Coureur                   | Pos        |
| 91         | Jakob Fuglsang (DEN)      | 14e        |
| 92         | Omar Fraile (ESP)         | 26e        |
| 93         | Dmitriy Gruzdev (KAZ)     | NP-7       |
| 94         | Hugo Houle (CAN)          | 56e        |
| 95         | Magnus Cort Nielsen (DEN) | 52e        |
| 96         | Luis León Sánchez (ESP)   | 21e        |
| 97         | Michael Valgren (DEN)     | 31e        |

| Lotto-Soudal LTS | Lotto-Soudal LTS      | Lotto-Soudal LTS |
| ---------------- | --------------------- | ---------------- |
| Num              | Coureur               | Pos              |
| 101              | Tim Wellens (BEL)     | 5e               |
| 102              | Lars Ytting Bak (DEN) | 73e              |
| 103              | Jasper De Buyst (BEL) | AB-8             |
| 104              | Thomas De Gendt (BEL) | 64e              |
| 105              | André Greipel (GER)   | AB-8             |
| 106              | Marcel Sieberg (GER)  | AB-8             |
| 107              | Jelle Wallays (BEL)   | AB-8             |

| Groupama-FDJ GFC | Groupama-FDJ GFC                      | Groupama-FDJ GFC |
| ---------------- | ------------------------------------- | ---------------- |
| Num              | Coureur                               | Pos              |
| 111              | Arnaud Demare (FRA) (Route)           | NP-7             |
| 112              | Mickael Delage (FRA)                  | AB-7             |
| 113              | Jacopo Guarnieri (ITA)                | AB-7             |
| 114              | Ignatas Konovalovas (LTU) (Route/Clm) | AB-6             |
| 115              | Olivier Le Gac (FRA)                  | AB-7             |
| 116              | Rudy Molard (FRA)                     | 15e              |
| 117              | Ramon Sinkeldam (NED) (Route)         | AB-7             |

| Movistar MOV | Movistar MOV            | Movistar MOV |
| ------------ | ----------------------- | ------------ |
| Num          | Coureur                 | Pos          |
| 121          | Carlos Barbero (ESP)    | 65e          |
| 122          | Richard Carapaz (ECU)   | 11e          |
| 123          | Héctor Carretero (ESP)  | 58e          |
| 124          | Imanol Erviti (ESP)     | 44e          |
| 125          | Dayer Quintana (COL)    | 59e          |
| 126          | Eduardo Sepulveda (ESP) | 48e          |
| 127          | Marc Soler (ESP)        | 1er          |

| Fortuneo-Samsic FST | Fortuneo-Samsic FST       | Fortuneo-Samsic FST |
| ------------------- | ------------------------- | ------------------- |
| Num                 | Coureur                   | Pos                 |
| 131                 | Warren Barguil (FRA)      | 17e                 |
| 132                 | Maxime Bouet (FRA)        | NP-5                |
| 133                 | Anthony Delaplace (FRA)   | AB-7                |
| 134                 | Kevin Ledanois (FRA)      | NP-6                |
| 135                 | Amael Moinard (FRA)       | 54e                 |
| 136                 | Pierre-Luc Périchon (FRA) | 62e                 |
| 137                 | Laurent Pichon (FRA)      | AB-8                |

| Lotto NL-Jumbo TLJ | Lotto NL-Jumbo TLJ          | Lotto NL-Jumbo TLJ |
| ------------------ | --------------------------- | ------------------ |
| Num                | Coureur                     | Pos                |
| 141                | Robert Gesink (NED)         | 38e                |
| 142                | Lars Boom (NED)             | NP-5               |
| 143                | Dylan Groenewegen (NED)     | NP-5               |
| 144                | Amund Grøndahl Jansen (NOR) | AB-5               |
| 145                | Tom Leezer (NED)            | NP-6               |
| 146                | Paul Martens (GER)          | AB-8               |
| 147                | Timo Roosen (NED)           | AB-8               |

| Sunweb SUN | Sunweb SUN           | Sunweb SUN |
| ---------- | -------------------- | ---------- |
| Num        | Coureur              | Pos        |
| 151        | Sam Oomen (NED)      | 13e        |
| 152        | Phil Bauhaus (GER)   | AB-3       |
| 153        | Roy Curvers (NED)    | 71e        |
| 154        | Chris Hamilton (AUS) | NP-6       |
| 155        | Mike Teunissen (NED) | AB-7       |
| 156        | Edward Theuns (BEL)  | AB-5       |
| 157        | Louis Vervaeke (BEL) | AB-8       |

| Cofidis COF | Cofidis COF                 | Cofidis COF |
| ----------- | --------------------------- | ----------- |
| Num         | Coureur                     | Pos         |
| 161         | Jesus Herrada (ESP) (Route) | 24e         |
| 162         | Nacer Bouhanni (FRA)        | NP-6        |
| 163         | Nicolas Edet (FRA)          | 42e         |
| 164         | José Herrada (ESP)          | 43e         |
| 165         | Christophe Laporte (FRA)    | NP-8        |
| 166         | Cyril Lemoine (FRA)         | NP-8        |
| 167         | Bert Van Lerberghe (BEL)    | AB-7        |

| EF Education First-Drapac EFD | EF Education First-Drapac EFD | EF Education First-Drapac EFD |
| ----------------------------- | ----------------------------- | ----------------------------- |
| Num                           | Coureur                       | Pos                           |
| 171                           | Pierre Rolland (FRA)          | 23e                           |
| 172                           | Matti Breschel (DEN)          | AB-8                          |
| 173                           | Lawson Craddock (USA)         | AB-8                          |
| 174                           | Mitchell Docker (AUS)         | AB-8                          |
| 175                           | Sebastian Langeveld (NED)     | 57e                           |
| 176                           | Daniel McLay (GBR)            | AB-5                          |
| 177                           | Tom Scully (NZL)              | AB-8                          |

| Dimension Data DDD | Dimension Data DDD       | Dimension Data DDD |
| ------------------ | ------------------------ | ------------------ |
| Num                | Coureur                  | Pos                |
| 181                | Tom-Jelte Slagter (NED)  | NP-6               |
| 182                | Natnael Berhane (ERY)    | 34e                |
| 183                | Ryan Gibbons (RSA)       | 72e                |
| 184                | Benjamin King (USA)      | 45e                |
| 185                | Serge Pauwels (BEL)      | 49e                |
| 186                | Jay Robert Thomson (RSA) | 76e                |
| 187                | Johann Van Zyl (RSA)     | AB-7               |

| Bora-Hansgrohe BOH | Bora-Hansgrohe BOH        | Bora-Hansgrohe BOH |
| ------------------ | ------------------------- | ------------------ |
| Num                | Coureur                   | Pos                |
| 191                | Sam Bennett (IRL)         | AB-3               |
| 192                | Erik Baška (SVK)          | AB-8               |
| 193                | Felix Großschartner (AUT) | 10e                |
| 194                | Patrick Konrad (AUT)      | 7e                 |
| 195                | Pawel Poljanski (POL)     | 29e                |
| 196                | Juraj Sagan (SVK)         | AB-8               |
| 197                | Michael Schwarzmann (GER) | 74e                |

| Direct Énergie TDE | Direct Énergie TDE     | Direct Énergie TDE |
| ------------------ | ---------------------- | ------------------ |
| Num                | Coureur                | Pos                |
| 201                | Lilian Calmejane (FRA) | AB-8               |
| 202                | Thomas Boudat (FRA)    | 69e                |
| 203                | Sylvain Chavanel (FRA) | 55e                |
| 204                | Jerome Cousin (FRA)    | AB-8               |
| 205                | Fabien Grellier (FRA)  | AB-8               |
| 206                | Jonathan Hivert (FRA)  | 41e                |
| 207                | Angelo Tulik (FRA)     | AB-6               |

| Delko-Marseille Provence-KTM DMP | Delko-Marseille Provence-KTM DMP | Delko-Marseille Provence-KTM DMP |
| -------------------------------- | -------------------------------- | -------------------------------- |
| Num                              | Coureur                          | Pos                              |
| 211                              | Romain Combaud (FRA)             | 53e                              |
| 212                              | Rémy Di Gregorio (FRA)           | 22e                              |
| 213                              | Julien El Fares (FRA)            | AB-7                             |
| 214                              | Delio Fernández (ESP)            | 37e                              |
| 215                              | Brenton Jones (AUS)              | AB-7                             |
| 216                              | Przemysław Kasperkiewicz (POL)   | AB-8                             |
| 217                              | Evaldas Siskevicius (LTU)        | NP-7                             |